# Іванищів Яр
Івани́щів Яр – місцевість і вулиця у Луганську.

## Опис

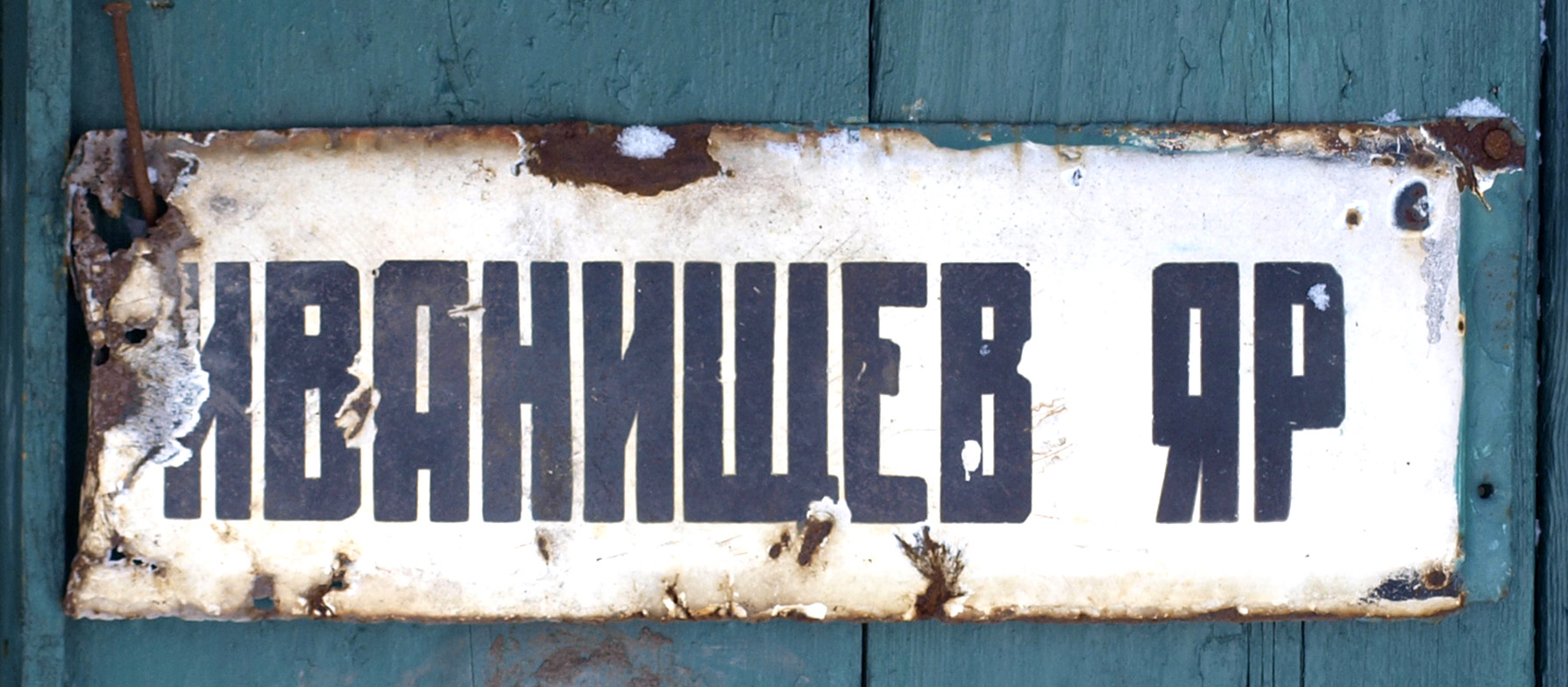

Являє собою частину сточища річки Лугань. Простягається з півдня від вул. 26 Бакинських комісарів на північ до річки Лугань. Її перетинають через греблі вул. Радянська, Херсонська, Курчатова. Уздовж західного схилу тягнеться 24-та лінія, уздовж східного — вул. Кармелюка і Щепкіна.
Верхів'я яру – природний кордон між Жовтневим і Ленінським районами міста. Нижню частину займає однойменна вулиця, яка пролягає по її дну між вул. 4-ю Донецькою та Інтернаціональною.
Ділянка яру біля вул. Херсонської заболочена.

## Історичний огляд

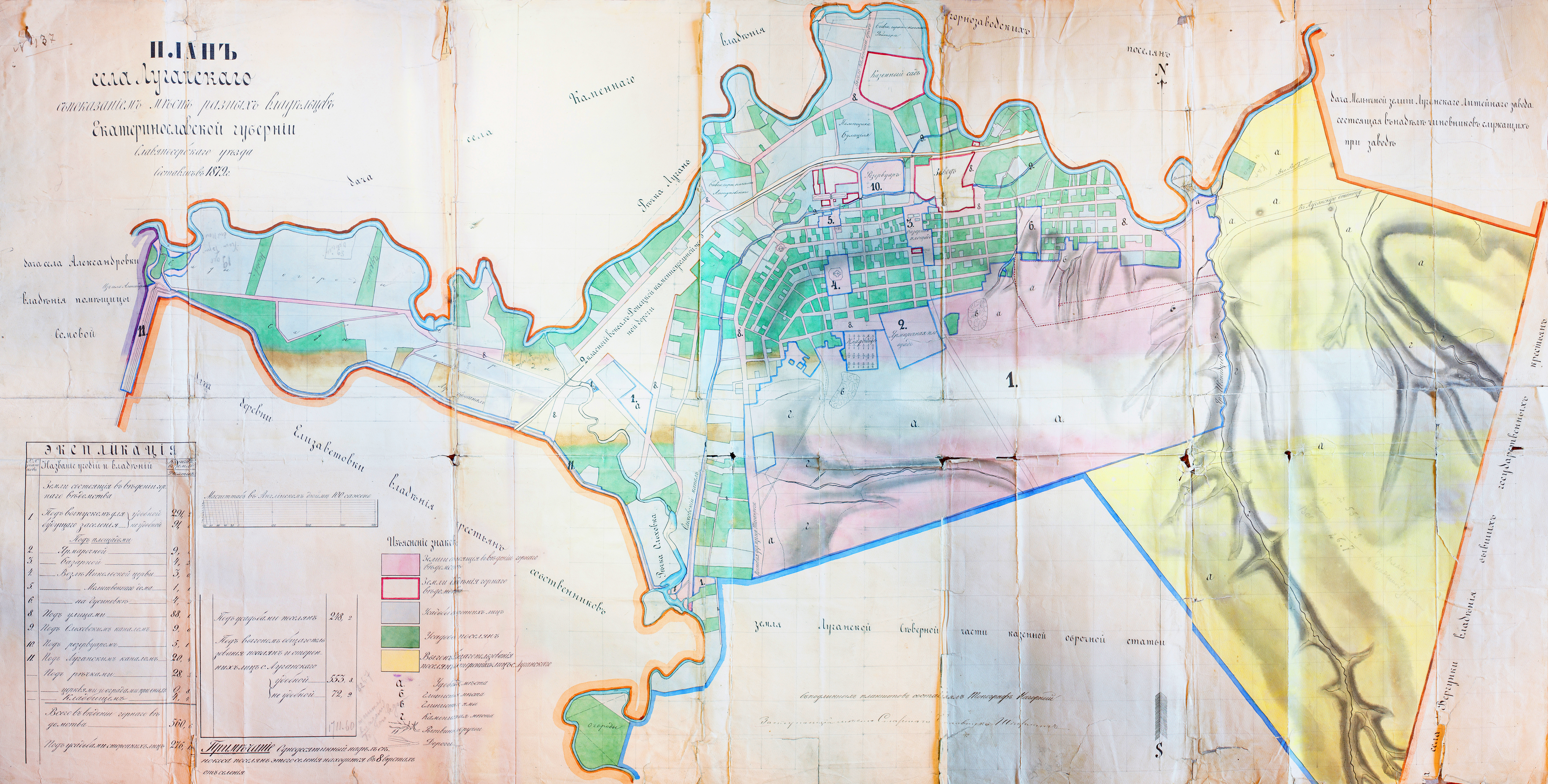
Іванищів Яр на плані 1879 року праворуч по східному кордону Луганська.

У XIX ст. Іванищів Яр — східний кордон Луганська. Він позначений, зокрема, на карті селища 1879 року. Через яр пролягала дорога, що вела до Вергунки, а далі до Станиці Луганської.
На рубежі XIX—XX ст. неподалік від Іванищева Яру зводять казарми та міську в'язницю. З розширенням Гусиновки до балки поступово підступають будинки приватного сектора.
Імовірно з 1920-х років найбідніші верстви населення стали стихійно забудовувати схили яру невеликими халупками. З часом влада офіційно дозволила на теперішній вул. Іванищів Яр зводити одноповерхові мергельні та цегляні будинки, які опалювались вугіллям. Процес їх газифікації розтягнувся до 2011 року. На вулиці проложили водопровід з колонками.
На рубежі XX—XXI ст. у цій місцевості з'являються двох- і триповерхові котеджі, ціни яких, за станом на 2012 рік, сягають понад 200 тис. $. З ними сусідують старенькі хатинки.
На вул. Іванищів Яр, 56 відкрита арт-кав'ярня «Донбас», в якій відбуваються мистецькі акції, такі як музично-поетичний перформанс «Донбас і контрабас» або растафаріанський фестиваль.
У тій частині яру, яку перетинає вул. Радянська, зроблена автостоянка. Поруч функціонує автозаправка, яка впритул підступила до приватного сектора.
Деякі ділянки яру місцеві мешканці перетворили на несанкційовані сміттєзвалища. Малолюдні закутки цієї місцевості час від часу стають місцем злочину і навіть вбивств.